# اس‌تی‌اکس اروپا
اس‌تی‌اکس اروپا (انگلیسی: STX Europe) شرکت کشتی‌سازی نروژی است، که در سال ۲۰۰۴ تأسیس شد.